# Пороги (зупинний пункт)
Поро́ги — пасажирський залізничний зупинний пункт Ужгородської дирекції Львівської залізниці.
Розташований на східній околиці села Забрідь, Великоберезнянський район Закарпатської області на лінії Самбір — Чоп між станціями Соля (5 км) та Великий Березний (6 км).
Станом на травень 2019 року щодня чотири пари електропотягів прямують за напрямком Сянки — Мукачево.